# Elecciones estatales de Santa Catarina de 1986
Las elecciones estatales de Santa Catarina de 1986 se realizaron el 15 de noviembre como parte de las elecciones generales del Distrito Federal, en 23 estados y en los territorios federales de Amapá y Roraima. Fueron elegidos entonces el gobernador, el vicegobernador, dos senadores, dieciséis diputados federales y cuarenta estatales . Fue la última elección para gobernador en la que no se monitorearon ambos turnos. Cinco nombres disputaron la sucesión del gobernador Esperidião Amin, pero la victoria la obtuvo Pedro Ivo Campos, del PMDB .
La victoria del PMDB también permitió la elección de los diputados federales Dirceu Carneiro y Nelson Wedekin para el Senado Federal y le dio al partido la mayor banca entre los diputados federales y estatales elegidos.

## Candidatos

### Gobernador
| Gobernador        | Gobernador | Gobernador | Cargos anteriores                               | Vicegobernador     | Vicegobernador | Vicegobernador | Nª | Coalición       |
| Candidato         | Partido    | Partido    | Cargos anteriores                               | Candidato          | Partido        | Partido        | Nª | Coalición       |
| ----------------- | ---------- | ---------- | ----------------------------------------------- | ------------------ | -------------- | -------------- | -- | --------------- |
| Amilcar Gazaniga  |            | PDS        | Diputado Estatal por Santa Catarina (1983-1987) | Cairu Hack         |                | PDS            | 11 | Sin Coalición   |
| Acácio Bernardes  |            | PDT        | Sin cargo político anterior                     | Sílvio Rangel      |                | PDT            | 12 | Sin Coalición   |
| Raul Guenther     |            | PT         | Sin cargo político anterior                     | Álvaro Veríssimo   |                | PT             | 13 | Sin Coalición   |
| Pedro Ivo Campos  |            | PMDB       | Diputado Federal por Santa Catarina (1979-1983) | Casildo Maldaner   |                | PMDB           | 15 | Sin Coalición   |
| Vilson Kleinübing |            | PFL        | Diputado Federal por Santa Catarina (1983-1987) | Fernando Marcondes |                | PFL            | 25 | (PFL, PTB, PDC) |

#### Biografía del Gobernador Electo
Nacido en Florianópolis, el gobernador Pedro Ivo Campos fue alumno de la Escuela Preparatoria de Cadetes de Porto Alegre en 1947 y al año siguiente ingresó en la Academia Militar das Agulhas Negras, donde se retiró al grado de coronel del Ejército Brasileño, dedicándose más tarde mismo a los deberes de administrador y realtor. Afiliado al Movimiento Demoocrático Brasileño (MDB) luego del Régimen Militar de 1964, presidió el directorio municipal de Joinville, siendo electo diputado estatal en 1966 y 1970 y aunque perdió la alcaldía de Joinville en 1968, salió victorioso en 1972, graduándose en Estudiante de Administración de Empresas de la Universidad Central de Brasília al año siguiente y al término de su mandato, fue elegido diputado federal en 1978, integrándose al Partido del Movimiento Democrático Brasileño (PMDB) del cual, como sucedió en la época del MDB, fue presidente del estado.
Derrotado por Jorge Bornhausen en la elección para senador de 1982, fue presidente de Telecomunicaciones de Santa Catarina durante el primer año del Gobierno de Sarney, dejando la empresa para postularse para el gobierno del estado en una elección donde las fuerzas del gobierno estaban divididas, ya que el grupo del senador Jorge Bornhausen presentó el nombre de Vilson Kleinübing del Partido del Frente Liberal (PFL) mientras que el gobernador Esperidião Amin lanzó Amilcar Gazaniga del gobernante Partido Democrático Social (PDS). Fallecido en pleno ejercicio de su mandato el 27 de febrero de 1990, víctima del cáncer, Pedro Ivo Campos fue sucedido por el vicegobernador Casildo Maldaner, un gaucho de Carazinho que había vivido en Santa Catarina desde niño y con orígenes políticos en la Unión Democrática Nacional (UDN), siendo elegido concejal en Modelo en 1962 y luego de unos años diputado federal por el MDB y luego por PMDB en 1974, 1978 y 1982.

### Senador Federal
| Gobernador             | Gobernador                                      | Gobernador | Cargos anteriores                               | Vicegobernador          | Vicegobernador        | Vicegobernador | Nª  | Coalición             |
| Candidato              | Partido                                         | Partido    | Cargos anteriores                               | Candidato               | Partido               | Partido        | Nª  | Coalición             |
| ---------------------- | ----------------------------------------------- | ---------- | ----------------------------------------------- | ----------------------- | --------------------- | -------------- | --- | --------------------- |
| Milton Sander          |                                                 | PDS        | Sin cargo político anterior                     | Romeu Pompílio          |                       | PDS            | 111 | Subleyenda 1 del PDS  |
| Colombo Salles         | Gobernador de Santa Catarina (1971-1975)        | PDS        | João Bittencourt                                | 112                     |                       | PDS            |     | Subleyenda 1 del PDS  |
| Nilson Bender          | Prefecto de Joinville (1966-1970)               | PDS        | Moacir Thomazzi                                 | 113                     |                       | PDS            |     | Subleyenda 1 del PDS  |
| Aldair Muncinelli      | -                                               | PDS        | Alcides Abreu                                   | 114                     | Subleyenda 2 del PDS  | PDS            |     |                       |
| Américo Faria          | -                                               | PDS        | Genésio Nolli                                   | 115                     | Subleyenda 2 del PDS  | PDS            |     |                       |
| Vasco Furlan           | Diputado Estatal por Santa Catarina (1979-1987) | PDS        | Sandra Guidi                                    | 116                     | Subleyenda 2 del PDS  | PDS            |     |                       |
| Acácio Bernardes       |                                                 | PDT        | Sin cargo político anterior                     | Santo Zacarias Gomes    |                       | PDT            | 121 | Sin Coalición         |
| Gilberto Schreiner     | Valmir Gentil Aguiar                            | PDT        | Sin cargo político anterior                     | 122                     |                       | PDT            |     | Sin Coalición         |
| Reinaldo Brasiliense   |                                                 | PT         | Sin cargo político anterior                     | Alfredo Augusto Müller  |                       | PT             | 131 | Sin Coalición         |
| Isolde Espíndola       | Joaquim Salvador                                | PT         | Sin cargo político anterior                     | 132                     |                       | PT             |     | Sin Coalición         |
| Nelson Wedekin         |                                                 | PMDB       | Diputado Federal por Santa Catarina (1983-1987) | Altair de Marco         |                       | PMDB           | 151 | Subleyenda 1 del PMDB |
| Evelásio Vieira        | Senador Federal por Santa Catarina (1975-1983)  | PMDB       | Odorico Fortunato                               | 152                     |                       | PMDB           |     | Subleyenda 1 del PMDB |
| Cid Pedroso            | Diputado Estatal por Santa Catarina (1979-1987) | PMDB       | Lúcio Cavaler                                   | 154                     | Subleyenda 2 del PMDB | PMDB           |     |                       |
| Dirceu Carneiro        | Diputado Federal por Santa Catarina (1983-1987) | PMDB       | Márcio Berezoski                                | 155                     | Subleyenda 2 del PMDB | PMDB           |     |                       |
| Laer Gomes             |                                                 | PDC        | -                                               | Manoel Valentim         |                       | PFL            | 171 | (PFL, PTB, PDC)       |
| Dibo Elias             |                                                 | PCdoB      | -                                               | Margarete Correa Fletes |                       | PCdoB          | 241 | Sin Coalición         |
| Pedro Colin            |                                                 | PFL        | Diputado Federal por Santa Catarina (1971-1987) | Armando Werner          |                       | PFL            | 251 | (PFL, PTB, PDC)       |
| Evaldo Amaral          | Diputado Federal por Santa Catarina (1979-1983) | PFL        | Milton Prado                                    | 252                     |                       | PFL            |     | (PFL, PTB, PDC)       |
| Osvaldo Della Giustina | Diputado Estatal por Santa Catarina (1963-1967) | PFL        | Pedro Bornhausen                                | 253                     |                       | PFL            |     | (PFL, PTB, PDC)       |

## Resultados

### Gobernador
| Partido                   | Partido                   | Candidatos                | Votos     | %      |
| ------------------------- | ------------------------- | ------------------------- | --------- | ------ |
|                           | PMDB                      | Pedro Ivo Campos          | 886.414   | 49,28  |
|                           | PFL                       | Vilson Kleinübing         | 551.423   | 30,66  |
|                           | PDS                       | Amilcar Gazaniga          | 298.702   | 16,60  |
|                           | PT                        | Raul Guenther             | 50.139    | 2,79   |
|                           | PDT                       | Acácio Bernardes          | 12.005    | 0,67   |
|                           |                           |                           |           |        |
| Votos válidos             | Votos válidos             | Votos válidos             | 1.798.683 | 80,93  |
| Votos en blanco           | Votos en blanco           | Votos en blanco           | 348.076   | 15,66  |
| Votos nulos               | Votos nulos               | Votos nulos               | 75.736    | 3,41   |
| Total                     | Total                     | Total                     | 2.222.495 | 100,00 |
| Registrados/Participaciòn | Registrados/Participaciòn | Registrados/Participaciòn | 2.302.270 | 96,53  |

     Electo

### Senador Federal
| Partido                   | Partido                   | Partido                   | Candidatos                | Votos     | %      |
| ------------------------- | ------------------------- | ------------------------- | ------------------------- | --------- | ------ |
|                           | Nelson Wedekin            | Nelson Wedekin            | Nelson Wedekin            | 521.201   | 17,33  |
| Evelásio Vieira           | Evelásio Vieira           | Evelásio Vieira           | 310.753                   | 10,33     |        |
| Subleyenda 1 del PMDB     | Subleyenda 1 del PMDB     | Subleyenda 1 del PMDB     | 831.954                   | 27,66     |        |
| Dirceu Carneiro           | Dirceu Carneiro           | Dirceu Carneiro           | 566.803                   | 18,84     |        |
| Cid Pedroso               | Cid Pedroso               | Cid Pedroso               | 225.961                   | 7,51      |        |
| Subleyenda 2 del PMDB     | Subleyenda 2 del PMDB     | Subleyenda 2 del PMDB     | 792.764                   | 26,35     |        |
| PMDB                      | PMDB                      | PMDB                      | PMDB                      | 1.624.718 | 54,01  |
|                           | Colombo Salles            | Colombo Salles            | Colombo Salles            | 259.577   | 8,63   |
| Milton Sander             | Milton Sander             | Milton Sander             | 140.957                   | 4,69      |        |
| Nilson Bender             | Nilson Bender             | Nilson Bender             | 90.338                    | 3,00      |        |
| Subleyenda 1 del PDS      | Subleyenda 1 del PDS      | Subleyenda 1 del PDS      | 490.872                   | 16,32     |        |
| Vasco Furlan              | Vasco Furlan              | Vasco Furlan              | 225.242                   | 7,49      |        |
| Américo Faria             | Américo Faria             | Américo Faria             | 113.156                   | 3,76      |        |
| Aldair Muncinelli         | Aldair Muncinelli         | Aldair Muncinelli         | 48.558                    | 1,62      |        |
| Subleyenda 2 del PDS      | Subleyenda 2 del PDS      | Subleyenda 2 del PDS      | 386.956                   | 12,87     |        |
| PDS                       | PDS                       | PDS                       | PDS                       | 877.828   | 29,19  |
|                           |                           | Osvaldo Della Giustina    | Osvaldo Della Giustina    | 109.598   | 3,64   |
| Pedro Colin               | Pedro Colin               | 102.625                   | 3,41                      |           |        |
| Evaldo Amaral             | Evaldo Amaral             | 81.317                    | 2,70                      |           |        |
| PFL                       | PFL                       | PFL                       | 293.540                   | 9,75      |        |
|                           | PDC                       | Laer Gomes                | 30.395                    | 1,01      |        |
| (PFL, PTB, PDC)           | (PFL, PTB, PDC)           | (PFL, PTB, PDC)           | (PFL, PTB, PDC)           | 323.935   | 10,76  |
|                           | Isolde Espíndola          | Isolde Espíndola          | Isolde Espíndola          | 74.477    | 2,48   |
| Reinaldo Brasiliense      | Reinaldo Brasiliense      | Reinaldo Brasiliense      | 57.452                    | 1,91      |        |
| PT                        | PT                        | PT                        | PT                        | 131.929   | 4,39   |
|                           | Gert Roland Fischer       | Gert Roland Fischer       | Gert Roland Fischer       | 22.344    | 0,74   |
| Gilberto Schreiner        | Gilberto Schreiner        | Gilberto Schreiner        | 14.299                    | 0,48      |        |
| PDT                       | PDT                       | PDT                       | PDT                       | 36.643    | 1,22   |
|                           | PCdoB                     | PCdoB                     | Dibo Elias                | 13.006    | 0,43   |
|                           |                           |                           |                           |           |        |
| Votos válidos             | Votos válidos             | Votos válidos             | Votos válidos             | 3.008.059 | 67,68  |
| Votos en blanco           | Votos en blanco           | Votos en blanco           | Votos en blanco           | 1.145.661 | 25,77  |
| Votos nulos               | Votos nulos               | Votos nulos               | Votos nulos               | 291.270   | 6,55   |
| Total                     | Total                     | Total                     | Total                     | 2.222.495 | 100,00 |
| Registrados/Participaciòn | Registrados/Participaciòn | Registrados/Participaciòn | Registrados/Participaciòn | 2.302.270 | 96,53  |

     Electos

### Diputados federales electos
Se listan los candidatos electos con información adicional de la Cámara de Diputados.
| Número | Diputados federales electos | Partido | Votos  | Ciudad de origen | Estado             |
| ------ | --------------------------- | ------- | ------ | ---------------- | ------------------ |
| 1540   | Luiz Henrique da Silveira   | PMDB    | 81.368 | Blumenau         | Santa Catarina     |
| 1586   | Vilson Souza                | PMDB    | 66.400 | Luiz Alves       | Santa Catarina     |
| 2526   | Victor Fontana              | PFL     | 63.995 | Santa Maria      | Río Grande del Sur |
| 1105   | Antônio Carlos Konder Reis  | PDS     | 59.042 | Itajaí           | Santa Catarina     |
| 1511   | Alexandre Puzyna            | PMDB    | 53.419 | Curitiba         | Paraná             |
| 1530   | Eduardo Pinho Moreira       | PMDB    | 52.608 | Laguna           | Santa Catarina     |
| 1522   | Paulo Macarini              | PMDB    | 51.420 | Capinzal         | Santa Catarina     |
| 1567   | Renato Viana                | PMDB    | 47.595 | Blumenau         | Santa Catarina     |
| 1513   | Francisco Küster            | PMDB    | 46.032 | São Joaquim      | Santa Catarina     |
| 1130   | Artenir Werner              | PDS     | 44.912 | Rio do Sul       | Santa Catarina     |
| 2520   | Orlando Pacheco             | PFL     | 42.138 | Itajaí           | Santa Catarina     |
| 1515   | Walmor de Luca              | PMDB    | 41.686 | Criciúma         | Santa Catarina     |
| 1510   | Ivo Vanderlinde             | PMDB    | 41.404 | Braço do Norte   | Santa Catarina     |
| 1138   | Henrique Córdova            | PDS     | 40.634 | Lages            | Santa Catarina     |
| 2535   | Cláudio Ávila da Silva      | PFL     | 40.100 | Florianópolis    | Santa Catarina     |
| 1141   | Ruberval Pilotto            | PDS     | 39.111 | Urussanga        | Santa Catarina     |

#### Por Partido/Federación
| Partido                   | Partido                                            | Votos     | %      | Escaños | ±           |
| ------------------------- | -------------------------------------------------- | --------- | ------ | ------- | ----------- |
| 15                        | Partido del Movimento Democrático Brasileño (PMDB) | 831.634   | 48,51  | 9       | 1           |
| 11                        | Partido Democrático Social (PDS)                   | 416.422   | 24,29  | 4       | 4           |
| 25                        | Partido del Frente Liberal (PFL)                   | 316.964   | 18,49  | 3       | Nuevo       |
| 13                        | Partido de los Trabajadores (PT)                   | 73.399    | 4,28   | 0       | Sin cambios |
| 12                        | Partido Democrático Laborista (PDT)                | 38.254    | 2,23   | 0       | Sin cambios |
| 24                        | Partido Comunista de Brasil (PCdoB)                | 15.732    | 0,92   | 0       | Nuevo       |
| 23                        | Partido Comunista Brasileño (PCB)                  | 13.657    | 0,80   | 0       | Nuevo       |
| 14                        | Partido Laborista Brasileño (PTB)                  | 4.256     | 0,25   | 0       | Sin cambios |
| 17                        | Partido Demócrata Cristiano (PDC)                  | 4.015     | 0,23   | 0       | Nuevo       |
|                           |                                                    |           |        |         |             |
| Votos válidos             | Votos válidos                                      | 1.714.333 | 77,13  |         |             |
| Votos en blanco           | Votos en blanco                                    | 384.186   | 17,29  |         |             |
| Votos nulos               | Votos nulos                                        | 123.976   | 5,58   |         |             |
| Total                     | Total                                              | 2.222.495 | 100,00 | 16      | Sin cambios |
| Registrados/Participación | Registrados/Participación                          | 2.302.270 | 96,53  | 9,51    | 9,51        |

### Diputados estatales electos
Había cuarenta escaños en la Asamblea Legislativa de Santa Catarina.
| Número | Diputados estatales electos | Partido | Votos  | Ciudad de origen     | Estado             |
| ------ | --------------------------- | ------- | ------ | -------------------- | ------------------ |
| 17111  | Francisco Mastella          | PDC     | 36.464 | Nova Veneza          | Santa Catarina     |
| 15197  | Raulino Rosskamp            | PMDB    | 28.935 | Joinville            | Santa Catarina     |
| 11203  | Heitor Sché                 | PDS     | 27.341 | Rio do Sul           | Santa Catarina     |
| 15222  | Juarez Furtado              | PMDB    | 25.820 | Lages                | Santa Catarina     |
| 11143  | Altair Guidi                | PDS     | 24.159 | Criciúma             | Santa Catarina     |
| 11165  | Leodegar Tiscoski           | PDS     | 23.775 | Sombrio              | Santa Catarina     |
| 15137  | Ademar Frederico Duwe       | PMDB    | 23.511 | Jaraguá do Sul       | Santa Catarina     |
| 11223  | Pedro Bittencourt           | PDS     | 22.779 | Florianópolis        | Santa Catarina     |
| 15140  | João Batista Matos          | PMDB    | 22.642 | Ituporanga           | Santa Catarina     |
| 11211  | Otávio Santos               | PDS     | 22.253 | Paulo Lopes          | Santa Catarina     |
| 15133  | Iraí Zílio                  | PMDB    | 21.639 | Catanduvas           | Santa Catarina     |
| 11130  | Hugo Biehl                  | PDS     | 20.490 | Piratuba             | Santa Catarina     |
| 15156  | Valdir Cesar Baretta        | PMDB    | 19.837 | Capinzal             | Santa Catarina     |
| 25133  | Vânio de Oliveira           | PFL     | 19.760 | Criciúma             | Santa Catarina     |
| 11267  | Paulo Bauer                 | PDS     | 19.280 | Blumenau             | Santa Catarina     |
| 15211  | João Omar Macagnan          | PMDB    | 18.776 | Concórdia            | Santa Catarina     |
| 15128  | João Gaspar Rosa            | PMDB    | 18.432 | Joinville            | Santa Catarina     |
| 15150  | Dércio Knop                 | PMDB    | 18.258 | Palmeira das Missões | Río Grande del Sur |
| 15106  | Stélio Boabaid              | PMDB    | 17.939 | Rosário              | Maranhão           |
| 15170  | Lírio Rosso                 | PMDB    | 17.933 | Criciúma             | Santa Catarina     |
| 15101  | Paulo Afonso Vieira         | PMDB    | 17.731 | Teresina             | Piauí              |
| 11271  | Ivan Ranzolin               | PDS     | 17.385 | Lages                | Santa Catarina     |
| 15210  | Rivaldo Antonio Macari      | PMDB    | 17.345 | Río de Janeiro       | Río de Janeiro     |
| 25160  | Júlio Garcia                | PFL     | 17.129 | Florianópolis        | Santa Catarina     |
| 11134  | Wilson Wan-Dall             | PDS     | 17.089 | Gaspar               | Santa Catarina     |
| 25200  | Raimundo Colombo            | PFL     | 17.002 | Lages                | Santa Catarina     |
| 15215  | Aloísio Piazza              | PMDB    | 16.648 | Florianópolis        | Santa Catarina     |
| 11159  | Mário Cavallazzi            | PDS     | 16.134 | Florianópolis        | Santa Catarina     |
| 15131  | Nelson Locatelli            | PMDB    | 15.672 | Lajeado              | Río Grande del Sur |
| 11121  | José Zeferino Pedroso       | PDS     | 15.581 | Campos Novos         | Santa Catarina     |
| 15255  | Lauro de Brito              | PMDB    | 15.474 | Tijucas              | Santa Catarina     |
| 15230  | José Luiz Cunha             | PMDB    | 15.409 | Major Gercino        | Santa Catarina     |
| 15181  | Gasparino Raimondi          | PMDB    | 14.910 | Marcelino Ramos      | Río Grande del Sur |
| 15201  | Nilton Jacinto              | PMDB    | 14.871 | Tubarão              | Santa Catarina     |
| 11112  | Jarvis Gaidzinski           | PDS     | 14.762 | Criciúma             | Santa Catarina     |
| 25221  | Cesar Souza                 | PFL     | 13.530 | Rio do Sul           | Santa Catarina     |
| 25105  | João Romário Carvalho       | PFL     | 12.166 | Mafra                | Santa Catarina     |
| 12124  | Nodgi Pellizzetti           | PDT     | 12.003 | Curitiba             | Paraná             |
| 25255  | Sidney Pacheco              | PFL     | 11.595 | Florianópolis        | Santa Catarina     |
| 13203  | Luci Choinacki              | PT      | 6.068  | Descanso             | Santa Catarina     |

#### Por Partido/Federación
| Partido                   | Partido                                            | Votos     | %      | Escaños | ±           |
| ------------------------- | -------------------------------------------------- | --------- | ------ | ------- | ----------- |
| 15                        | Partido del Movimento Democrático Brasileño (PMDB) | 782.196   | 42,24  | 19      | Sin cambios |
| 11                        | Partido Democrático Social (PDS)                   | 486.163   | 27,97  | 12      | 9           |
| 25                        | Partido del Frente Liberal (PFL)                   | 278.160   | 16,00  | 6       | Nuevo       |
| 13                        | Partido de los Trabajadores (PT)                   | 68.592    | 3,95   | 1       | 1           |
| 12                        | Partido Democrático Laborista (PDT)                | 61.461    | 3,54   | 1       | 1           |
| 24                        | Partido Comunista de Brasil (PCdoB)                | 47.890    | 2,76   | 0       | Nuevo       |
| 17                        | Partido Demócrata Cristiano (PDC)                  | 41.353    | 2,38   | 1       | Nuevo       |
| 23                        | Partido Comunista Brasileño (PCB)                  | 14.213    | 0,82   | 0       | Nuevo       |
| 14                        | Partido Laborista Brasileño (PTB)                  | 3.573     | 0,21   | 0       | Sin cambios |
| 19                        | Partido Humanista (PH)                             | 2.325     | 0,13   | 0       | Nuevo       |
|                           |                                                    |           |        |         |             |
| Votos válidos             | Votos válidos                                      | 1.738.036 | 78,20  |         |             |
| Votos en blanco           | Votos en blanco                                    | 359.967   | 16,20  |         |             |
| Votos nulos               | Votos nulos                                        | 124.492   | 5,60   |         |             |
| Total                     | Total                                              | 2.222.495 | 100,00 | 40      | Sin cambios |
| Registrados/Participación | Registrados/Participación                          | 2.302.270 | 96,53  | 9,51    | 9,51        |